# Väikõ-Nedsäjä
Väikõ-Nedsäjä este o arie protejată (arie specială de conservare — SAC, sit de importanță comunitară — SCI) din Estonia întinsă pe o suprafață de 2,5 ha, integral pe uscat.

## Localizare
Centrul sitului Väikõ-Nedsäjä este situat la coordonatele 57°53′36″N 27°35′09″E / 57.8932°N 27.5858°E.

## Înființare
Situl Väikõ-Nedsäjä a fost declarat sit de importanță comunitară în aprilie 2004 pentru a proteja 1 specie de animale. Situl a fost protejat și ca arie specială de conservare în iulie 2005.

## Biodiversitate
Situată în ecoregiunea boreală, aria protejată nu include niciun habitat protejat.
La baza desemnării sitului se află o specie protejată de  amfibieni: triton cu creastă (Triturus cristatus).